# Ahmed ben Kayghalegh
 (décembre 2019).
Ahmed ibn Kayghalegh (arabe: أحمد بن كيغلغ) était un officier militaire abbasside d’origine turque qui avait exercé les fonctions de gouverneur en Syrie et en Égypte. Muhammad ben Tughj l'a évincé de son poste de gouverneur de l'Égypte en 935.

## Biographie
En novembre 903, il participa avec son frère Ibrahim, sous le commandement de Mohammed ibn Suleyman al-Katib, à la bataille de Hama, où ils ont vaincu les Qarmates, pour lesquels les deux frères, ainsi que les autres officiers de l'armée, reçurent robes d'honneur du calife al-Muktafi le 22 mai 904.
Après que les Abbassides eurent récupéré la Syrie et l’Égypte des Toulounides en 904–905, Ibn Kayghalegh fut nommé gouverneur des provinces de Damas et de Jordanie. Bientôt cependant, il fut envoyé pour faire face à la rébellion pro-Toulounide de Mohammad ben Ali al-Khalanji. Ce dernier avait réussi à capturer Fostat et à proclamer la restauration des Toulounides, tandis que le commandant local des Abbassides se retirait à Alexandrie. Al-Khalanji fut victorieux lors de la première rencontre avec Ibn Kayghalegh à Al-Arish en décembre 905, mais il fut finalement vaincu et capturé en mai 906 et conduit à Bagdad. En l'absence d'Ibn Kayghalegh, les Qarmates ont attaqué la Jordanie et ont vaincu et tué le député d'Ibn Kayghalegh, Yousef ibn Ibrahim ibn Bughamardi.
Le 22 octobre 906, il dirigea le raid annuel de Tarse à l’empire byzantin, auquel se rallia le gouverneur de la région, Rostam ben Baradou. Selon al-Tabari, ils ont vaincu les Byzantins à "Salandu" et ont atteint le fleuve Halys, amenant 4 000 ou 5 000 captifs et de nombreux chevaux et bovins en guise de butin. En outre, l'un des commandants byzantins locaux se serait rendu et aurait été converti à l'islam.
À la suite de la rébellion du Hamdanide Husayn ibn Hamdan en 914/5, Ibn Kayghalegh était l'un des commandants chargés de la campagne visant à soumettre Husayn et à rétablir l'ordre à Jazira. Husayn, cependant, rencontra et vainquit l'armée du califal, qui fut forcée de se retirer, et resta à l'écart du gouvernement jusqu'à sa capture par le général Mou'nis al-Muzaffar.
En juillet 923, Ibn Kayghalegh fut nommé gouverneur de l'Égypte, mais il dut bientôt se révolter des troupes de la garnison, restées impayées. Il fut remplacé par Takin al-Khazari en avril 924. Quatre ans plus tard, il fut envoyé à Qasr ibn Hubayra à la suite d'une attaque des Qarmates contre la ville, mais à son arrivée, les Qarmates s'étaient retirés et l'armée est revenue à Bagdad sans les engager. En 931, il était gouverneur d’Ispahan lorsqu’elle fut attaquée par le Dailamite Lashkari, qui vainquit Ibn Kayghalegh et occupa la ville. Ibn Kayghalegh aurait toutefois sauvé la situation en engageant le chef rebelle dans un combat à l'unité et en l'assassinant. Les partisans de Lashkari ont alors pris la fuite et la ville a été reprise.
En mars 933, Takin mourut en Égypte, mais son fils et successeur désigné, Muhammad, n’établit pas son autorité dans la province. Le gouverneur de Damas, Muhammad ben Tughj, a été nommé nouveau gouverneur en août, mais sa nomination a été révoquée un mois plus tard, avant qu'il ne puisse atteindre l'Égypte. Ibn Kayghalegh a été réélu à sa place, tandis qu'un eunuque appelé Bushri a été envoyé pour remplacer Ibn Tughj à Damas. Ibn Tughj a résisté à son remplaçant et a battu et fait prisonnier Bushri. Le calife a ensuite accusé Ibn Kayghalegh d'avoir forcé Ibn Tughj à se rendre, mais, bien que le premier ait défilé contre Ibn Tughj, ils ont tous deux évité un affrontement direct. Au lieu de cela, les deux hommes se sont rencontrés et sont parvenus à un accord de soutien mutuel, respectant le statu quo.
Ahmad ibn Kayghalegh s’est rapidement révélé incapable de rétablir l’ordre dans l’Égypte de plus en plus turbulente. En 935, les troupes se révoltaient contre le manque de solde et les raids bédouins avaient repris. Au même moment, le fils de Takin, Muhammad, et l'administrateur fiscal, Abou Bakr Muhammad, ibn Ali al-Madhara'i, ont miné Ibn Kayghalegh et convoité sa position. Des affrontements ont éclaté parmi les troupes entre les Orientaux (Mashariqa), principalement des soldats turcs, qui soutenaient Muhammad ibn Takin, et des Maghrébins (Maghariba), probablement des Berbères et des Noirs africains, qui soutenaient Ibn Kayghalegh. Soutenu par de puissantes factions à Bagdad, Ibn Tughj a été nommé gouverneur de l'Egypte. Sans prendre de risque, Ibn Tughj organisa une invasion du pays par terre et par mer. Bien qu'Ibn Kayghalagh ait pu retarder l'avance de l'armée d'Ibn Tughj, la flotte de cette dernière s'empara de Tinnis et du delta du Nil et se dirigea vers la capitale Fostat. Manqué et vaincu au combat, Ahmad ibn Kayghalegh s'est enfui chez les Fatimides. Le victorieux Muhammad ibn Tughj est entré dans Fostat le 26 août 935 . On ne sait plus rien d’Ibn Kayghalegh après cela, si ce n’est une brève mention de lui en 936.

## Sources
- The Concluding Portion of the Experience of Nations, by Miskawaihi, Vol. I: Reigns of Muqtadir, Qahir and Radi, London, Oxford, 1921 (lire en ligne)
- Jere L. Bacharach, « The Career of Muḥammad Ibn Ṭughj Al-Ikhshīd, a Tenth-Century Governor of Egypt », Medieval Academy of America, vol. 50, no 4,‎ 1975, p. 586–612 (ISSN 0038-7134, DOI 10.2307/2855469, JSTOR 2855469)
- Thierry Bianquis, Cambridge History of Egypt, Volume One: Islamic Egypt, 640–1517, Cambridge, Cambridge University Press, 1998, 86–119 p. (ISBN 0-521-47137-0, lire en ligne), « Autonomous Egypt from Ibn Ṭūlūn to Kāfūr, 868–969 »
- Michael Brett, The Rise of the Fatimids: The World of the Mediterranean and the Middle East in the Fourth Century of the Hijra, Tenth Century CE, vol. 30, Leiden, BRILL, coll. « The Medieval Mediterranean », 2001 (ISBN 9004117415, lire en ligne)
- Moshe Gil, A History of Palestine, 634–1099, Cambridge, Cambridge University Press, 1997 (ISBN 0-521-59984-9, lire en ligne)